# Codice ATC C09
Il codice ATC C09 "Farmaci per il sistema renina-angiotensina" è un sottogruppo del sistema di classificazione Anatomico Terapeutico e Chimico, un sistema di codici alfanumerici sviluppato dall'OMS per la classificazione dei farmaci e altri prodotti medici. Il sottogruppo C09 fa parte del gruppo anatomico C, farmaci per l'apparato circolatorio.
Codici per uso veterinario (codici ATCvet) possono essere creati ponendo la lettera Q di fronte al codice ATC umano: QC09...
Numeri nazionali della classificazione ATC possono includere codici aggiuntivi non presenti in questa lista, che segue la versione OMS.

## C09A ACE inibitori, semplici

### C09AA ACE inibitori
C09AA01 Captopril
C09AA02 Enalapril
C09AA03 Lisinopril
C09AA04 Perindopril
C09AA05 Ramipril
C09AA06 Quinapril
C09AA07 Benazepril
C09AA08 Cilazapril
C09AA09 Fosinopril
C09AA10 Trandolapril
C09AA11 Spirapril
C09AA12 Delapril
C09AA13 Moexipril
C09AA14 Temocapril
C09AA15 Zofenopril
C09AA16 Imidapril

## C09B ACE inibitori, associazioni

### C09BA ACE inibitori e diuretici
C09BA01 Captopril e diuretici
C09BA02 Enalapril e diuretici
C09BA03 Lisinopril e diuretici
C09BA04 Perindopril e diuretici
C09BA05 Ramipril e diuretici
C09BA06 Quinapril e diuretici
C09BA07 Benazepril e diuretici
C09BA08 Cilazapril e diuretici
C09BA09 Fosinopril e diuretici
C09BA12 Delapril e diuretici
C09BA13 Moexipril e diuretici
C09BA15 Zofenopril e diuretici

### C09BB Ace inibitori e calcio antagonisti
C09BB02 Enalapril e lercanidipina
C09BB03 Lisinopril e amlodipina
C09BB04 Perindopril e amlodipina
C09BB05 Ramipril e felodipina
C09BB06 Enalapril e nitrendipina
C09BB07 Ramipril e amlodipina
C09BB10 Trandolapril e verapamil
C09BB12 Delapril e manidipina

### C09BX Ace inibitori, altre associazioni
C09BX01 Perindopril, amlodipina e indapamide

## C09C Antagonisti del recettore per l'angiotensina II, semplici

### C09CA Antagonisti del recettore per l'angiotensina II
C09CA01 Losartan
C09CA02 Eprosartan
C09CA03 Valsartan
C09CA04 Irbesartan
C09CA05 Tasosartan
C09CA06 Candesartan
C09CA07 Telmisartan
C09CA08 Olmesartan
C09CA09 Azilsartan
C09CA10 Fimasartan

## C09D Antagonisti del recettore per l'angiotensina II, associazioni

### C09DA Antagonisti del recettore per l'angiotensina II e diuretici
C09DA01 Losartan e diuretici
C09DA02 Eprosartan e diuretici
C09DA03 Valsartan e diuretici
C09DA04 Irbesartan e diuretici
C09DA06 Candesartan e diuretici
C09DA07 Telmisartan e diuretici
C09DA08 Olmesartan  e diuretici
C09DA09 Azilsartan e diuretici

### C09DB Antagonisti del recettore per l'angiotensina II e calcio antagonisti
C09DB01 Valsartan e amlodipina
C09DB02 Olmesartan e amlodipina
C09DB04 Telmisartan e amlodipina
C09DB05 Irbesartan e amlodipina
C09DB06 Losartan e amlodipina
C09DB07 Candesartan e amlodipina
C09DB08 Valsartan e lercanidipina

### C09DX Antagonisti del recettore per l'angiotensina II, altre associazioni
C09DX01 Valsartan, amlodipina e idroclorotiazide
C09DX02 Valsartan e aliskiren
C09DX03 Olmesartan, amlodipina e idroclorotiazide
C09DX04 Valsartan e sacubitril

## C09X Altre sostanze che agiscono sul sistema renina-angiotensina

### C09XA Inibitori della renina
C09XA01 Remikiren
C09XA02 Aliskiren
C09XA52 Aliskiren e idroclorotiazide
C09XA53 Aliskiren e amlodipina
C09XA54 Aliskiren, amlodipina e idroclorotiazide